# Olba
Olba es una localidad y municipio español de la comarca Gúdar-Javalambre, en la provincia de Teruel, comunidad autónoma de Aragón, en el límite con la Comunidad Valenciana.

## Geografía
Olba se encuentra en las orillas del río Mijares, cerca del embalse de Arenoso-Montanejos de la provincia de Castellón y a unos 59 km de la capital (46 km según otras fuentes) turolense. Por su término transcurren 5 de los 75 kilómetros totales del río.
El valle está situado al sureste de la provincia de Teruel. Sus coordenadas son 40° y 7' de latitud norte y 0°38′ de latitud este.
La altitud sobre el nivel del mar es de 659 metros. Tiene una superficie de 20,99 km cuadrados y un perímetro de 18,17 km.
Limita al norte con los términos municipales de Mora de Rubielos, Rubielos de Mora y Fuentes de Rubielos, al este con la Puebla de Arenoso (provincia de Castellón) y al sur y al oeste con San Agustín.
A principios de 2013, se encuentran censadas 230 personas. La población de hecho se multiplica en verano y épocas festivas.

## Toponimia
El historiador P. Francisco Diago menciona que en 1612 visitó Olba y dejó constancia de unas antiguas ruinas de una ciudad celtíbera con su castillo. Ese podría ser el emplazamiento de la mítica "Olduva", primitivo emplazamiento de cuyo nombre deriva el actual, más reducido.
Otros autores especulan sobre un origen romano del nombre o, incluso, árabe.
El gentilicio es: "olbense".

## Geografía
Una de las características más destacables del municipio y que más llama la atención es la dispersión de sus núcleos de población.
En efecto, a lo largo del valle, se distribuyen agrupaciones de casas de diverso tamaño. La más grande es el núcleo de Olba, propiamente dicho. Pero también encontramos los siguientes barrios o aldeas: Los Lucas, Los Ibáñez Bajos, la Tosca, los Ramones, los Pertegaces, los Villanuevas, los Giles, Casa Bolea, el Casucho, la Artiga, los Ibáñez Altos, la Hoya Ramos, los Tarragones, los Tarrasones, los Moya, los Villagrasas, la Peñablanca, el barranco del Lobo... entre otros. 
Los llamados "barrios altos" alejados del río y situados en la montaña, están abandonados en la actualidad, salvo excepciones.
Los barrios reciben los apellidos de los primeros pobladores cristianos.
Aunque el nombre del barrio de "Los Ramones" no tenga nada que ver en sus orígenes con la banda de rock del mismo nombre, las señales de tráfico con el nombre del barrio han sido objeto de diversos robos, presumiblemente como "souvenirs" de la banda.

### Naturaleza

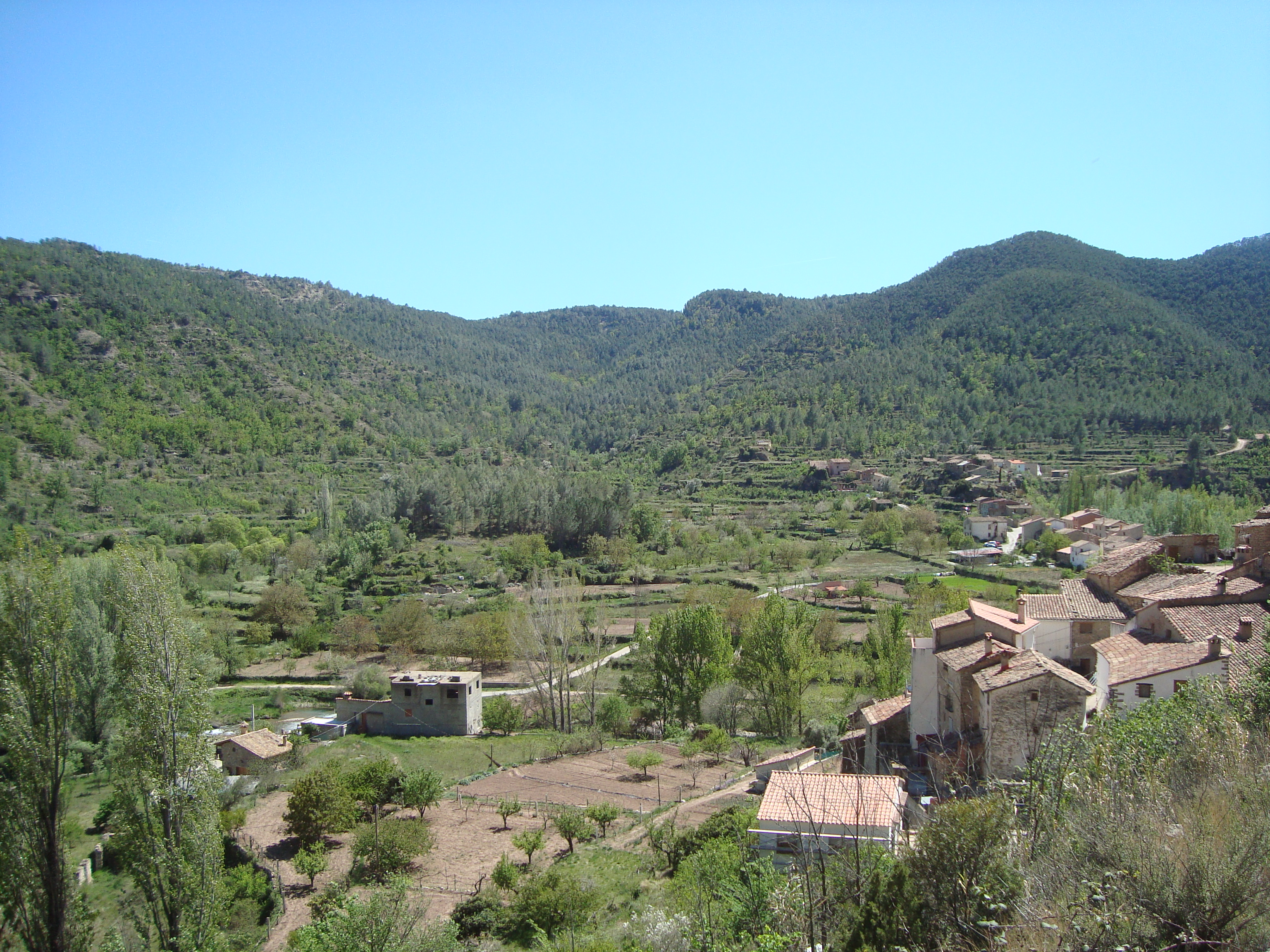
Valle de Olba

Hay bosque de ribera en torno a los cursos fluviales, pinos de repoblación o espontáneos, zonas de rebollo (roble) y de bosque mediterráneo.
En cuanto a la fauna, destaca la presencia de nutria en el río.

## Historia

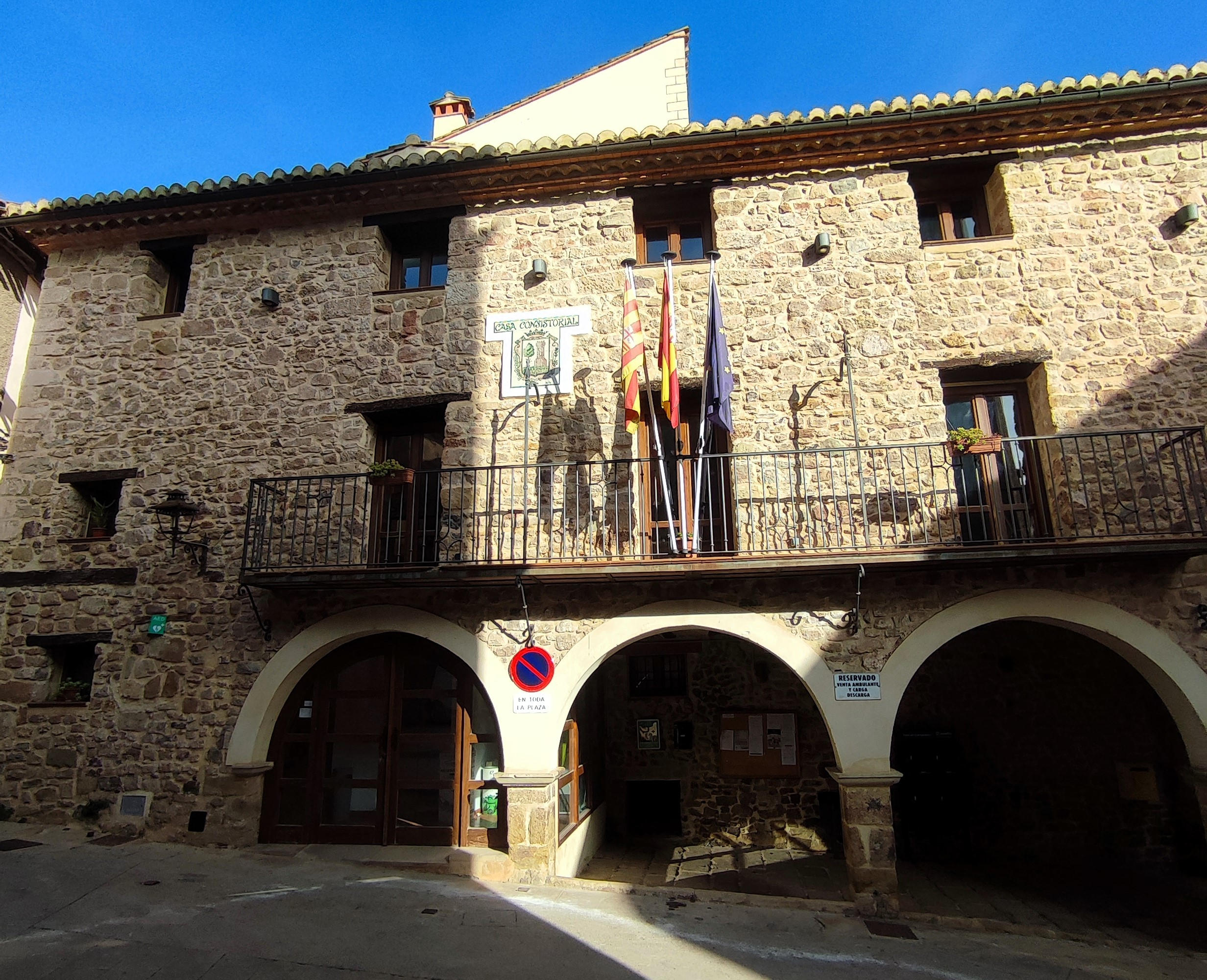
Casa consistorial

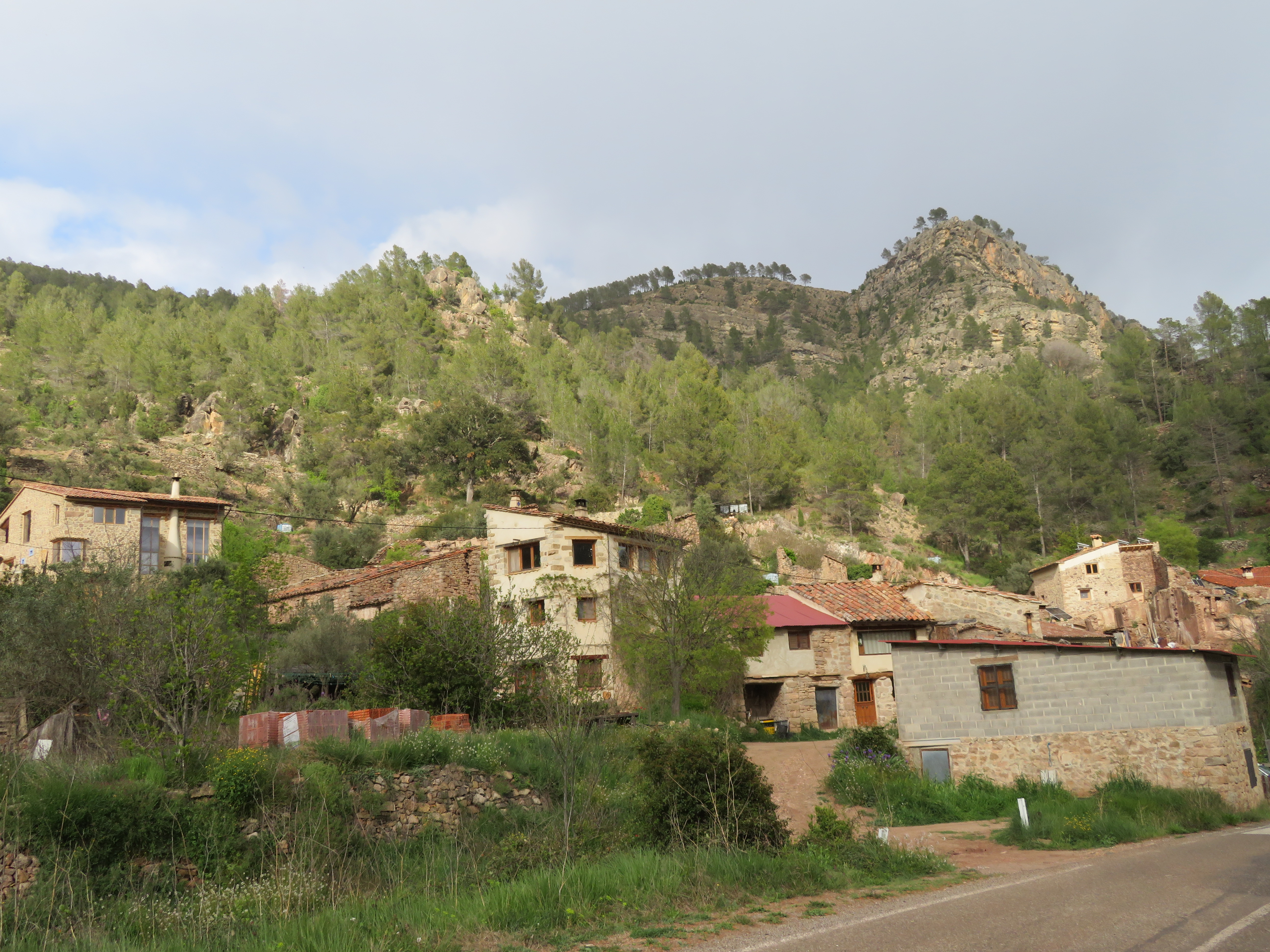
Los Lucas

La presencia del hombre en esta zona es muy antigua, como lo demuestran diversos restos. La primera población, propiamente dicha, se atribuye a los celtíberos, concretamente a la rama de los turboletas. Este pueblo solía construir asentamientos amurallados con estructura de calles y plazas. Como menciona el historiador P. Francisco Diago, cuando visitó Olba en 1612, en la parte alta del pueblo se apreciaban ruinas de un asentamiento celtíbero con su fortaleza. El emplazamiento exacto es discutible, pero este asentamiento pudo ser el origen de Olba.

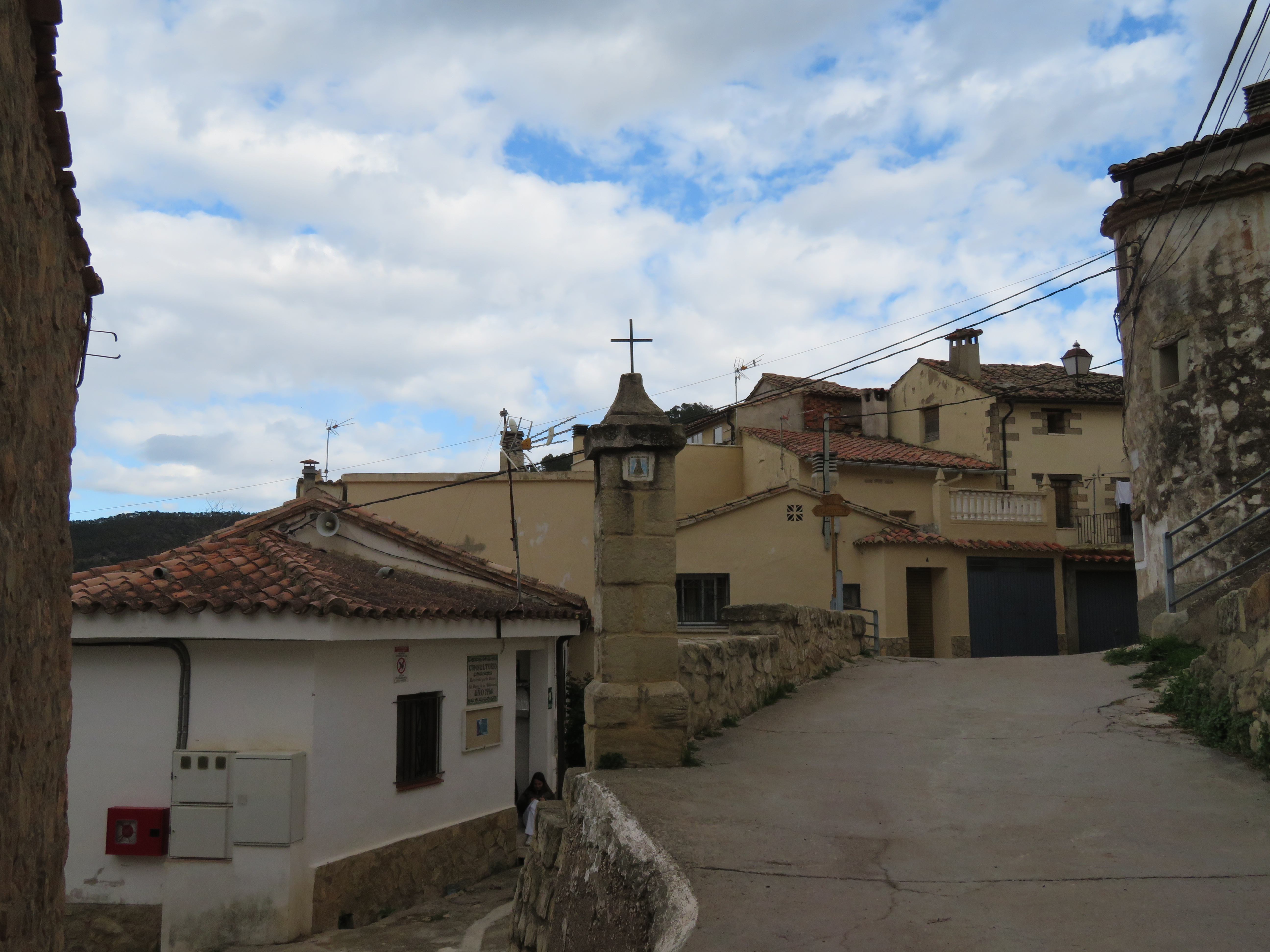
Los Villanuevas

No hay datos de la dominación romana en Olba, pero es lógico suponer que fue paralela al resto de la comarca: alrededor del siglo segundo antes de Cristo.
Tampoco se conocen datos de la dominación de los godos en los siglos V, VI, y VII, ni de la posterior época musulmana. Es natural atribuirles la extensión del regadío por todo el valle. Hacia el siglo XI existían en la zona tres reinos de Taifas, con fronteras poco definidas, por lo que no sabemos a cual de ellos (Albarracín, Alpuente y Valencia) pertenecía Olba.
La repoblación con nuevos pobladores cristianos fue todo un éxito, tanto, que surgieron problemas de pastos y otros aprovechamientos. Para solucionar disputas, las aldeas se unieron formando las comunidades. 
Se la incorporó en el antiguo Reino de Valencia según los Furs de 1261, junto a otros municipios de la provincia de Teruel. Posteriormente, formó parte del señorío de Mora, debido a las tensiones ocasionadas por la nobleza aragonesa para la ampliación de sus tierras.
En los siglos venideros, Olba crece muy lentamente, tanto la iglesia como el ayuntamiento datan del siglo XVII, aunque la primera no se terminó hasta el siglo XIX.
Es en el XIX (en 1.803) cuando Carlos IV ordena la construcción del puente sobre el río Mijares, convirtiéndose en un importante paso, pues ha resistido todas las riadas hasta hoy.
También se producen destacadas inversiones de Francisco Tadeo Calomarde (ver más abajo).
Es en los siglos XIX y XX cuando se produce la construcción de la mayoría de los actuales "barrios" o aldeas que se reparten por todo el valle, el momento de mayor aprovechamiento agrícola y de mayor población: casi 2,000 personas a finales del XIX.
A principios del pasado siglo llegan industrias a Olba, pues se aprovechaba la fuerza motriz de los ríos: una fábrica de lanas, las centrales hidroeléctricas...
En los años 20, a pesar de la construcción de la carretera Olba-Estación (Venta del Aire) en 1921,comienza la decadencia y la emigración.
La guerra civil trae la voladura del puente, daños en la iglesia y mucho sufrimiento. La posguerra no es mejor y la emigración se acentúa.
En los años 80 y 90 del siglo pasado el pueblo vio reducirse su censo a menos de 200 personas y cerrar la escuela de los Villanuevas.
Sin embargo, en las dos últimas décadas, la población se ha estabilizado e, incluso, aumentado. Familias de origen urbano se han instalado en los diversos núcleos de población, asegurando la continuidad de la escuela y diversificado la población.

## Demografía
Olba cuenta con una población de 294 habitantes (INE 2024).
| Gráfica de evolución demográfica de Olba entre 1842 y 2021                                                                                                |
| |
| Población de derecho según los censos de población del INE Población de hecho según los censos de población del INEEn este censo se denominaba Olva: 1842 |

## Administración y política

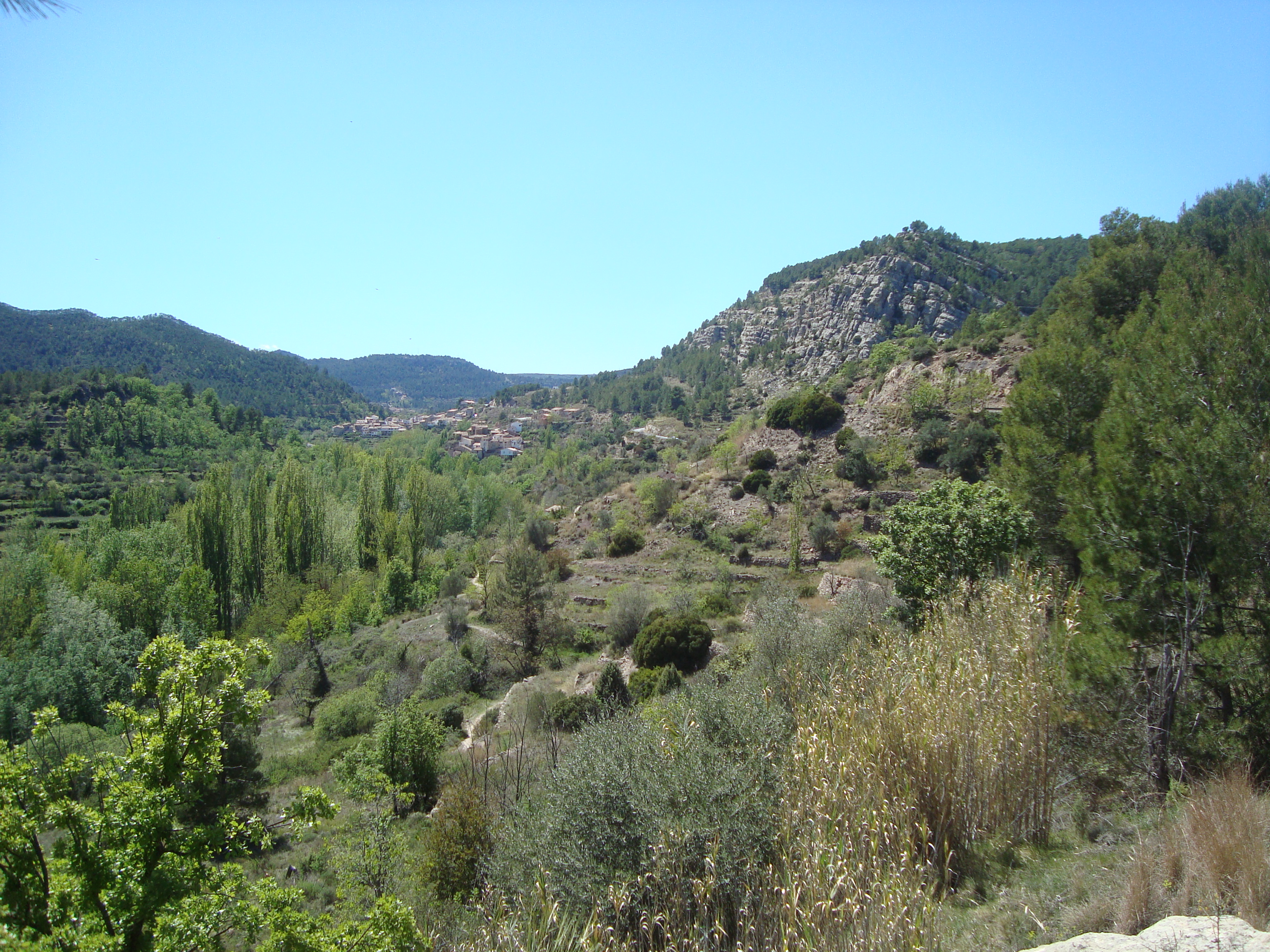
Valle de Olba

| Período   | Alcalde                        | Partido |  |
| --------- | ------------------------------ | ------- |  |
| 1979-1983 | Miguel Redón Navarro           | UCD     |  |
| 1983-1987 | Maximino Villanueva Ibáñez     | PSOE    |  |
| 1987-1991 | Maximiliano Maicas Cervera     | PSOE    |  |
| 1991-1995 | Maximiliano Maicas Cervera     | PSOE    |  |
| 1995-1999 | Francisco Javier Marín Marco   | PP      |  |
| 1999-2003 | Francisco Javier Marín Marco   | PP      |  |
| 2003-2005 | Cristina Leralta Piñán         | CHA     |  |
| 2005-2007 | José Manuel Salvador Linares   | PSOE    |  |
| 2007-2011 | José Manuel Salvador Linares   | PSOE    |  |
| 2011-2015 | Federico Manuel Martín Fuertes | PSOE    |  |
| 2015-2019 | Federico Manuel Martín Fuertes | PSOE    |  |
| 2019-2023 | Federico Manuel Martín Fuertes | PSOE    |  |
| 2023-2027 | Federico Manuel Martín Fuertes | PSOE    |  |

| Partido político    | Partido político                                   | 2003   | 2007   | 2011   | 2015   | 2019   | 2023   |
| Partido político    | Partido político                                   | Ediles | Ediles | Ediles | Ediles | Ediles | Ediles |
|                     | Partido de los Socialistas de Aragón (PSOE-Aragón) | 1      | 4      | 4      | 4      | 3      | 4      |
|                     | Partido Aragonés (PAR)                             | —      | 1      | 1      | 2      | —      | —      |
|                     | Partido Popular de Aragón (PP)                     | —      | —      | —      | —      | 1      | 1      |
|                     | Chunta Aragonesista (CHA)                          | 4      | —      | —      | —      | —      | —      |
|                     | Podemos                                            | —      | —      | —      | —      | —      | 1      |
|                     | Teruel Existe (TE)                                 | —      | —      | —      | —      | —      | 3      |
| Total de concejales | Total de concejales                                | 5      | 5      | 5      | 7      | 5      | 7      |

## Patrimonio

### Ayuntamiento
Construido en el siglo XVII. Cuatro arcos de medio punto sobre pilares de sillería forman un porche sobre el que se asienta el edificio de dos plantas. En la actualidad, se ha reformado por completo y luce fachada de mampostería, balcón corrido en la primera planta y reloj de sol en la fachada de la calle Mayor.

### Iglesia parroquial Santa Catalina
Situada en la plaza Mayor, enfrente del ayuntamiento. Se trata de un edificio barroco del siglo XVII  de mampostería con tres naves, la central cubierta de bóveda de medio cañón. A los pies se eleva una torre-campanario cuadrada rematada por un cono de mampostería.
En su interior se encuentra el mausoleo de Tadeo Calomarde, destruido durante la guerra civil y parcialmente restaurado.

### Antiguo Hospital

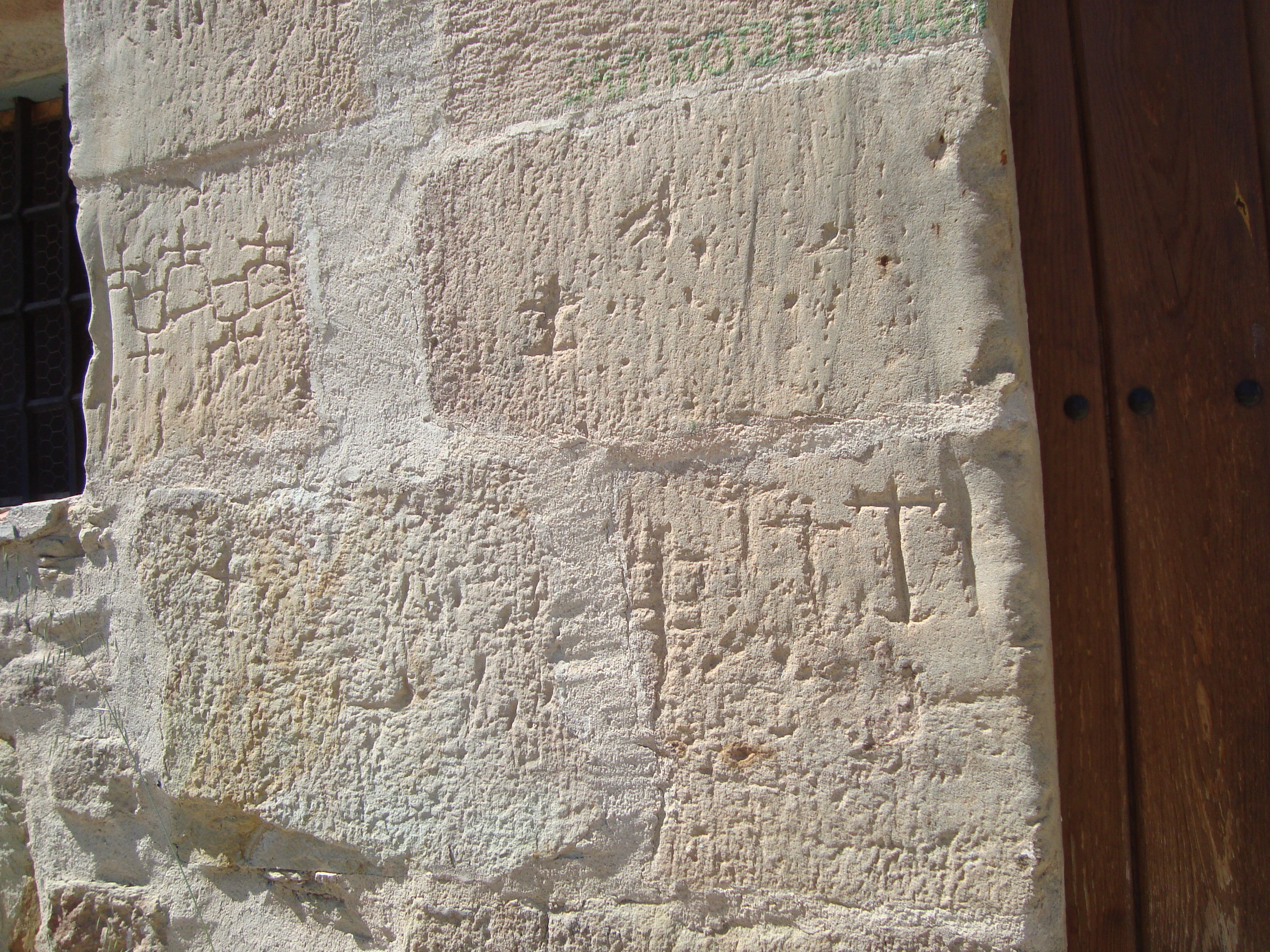
Grabados cruciformes, ermita de San Roque

Sufragado por Tadeo Calomarde, su función era básicamente asistencial y de alojamiento. Para su manutención y la del hospitalero, tenía asignadas unas huertas, cuyos beneficios revertían en su mantenimiento.
Se conservan restos muy escasos, a pesar de que aún se mantenía en pie hace unos 30 años.
La única pared conservada forma parte del actual frontón, a la entrada de la localidad. En la parte posterior de la citada instalación, se distinguen claramente huecos de ventanas.

### Ermita de San Pedro
Situada en el antiguo camino a San Agustín, en plena montaña. Se sube en romería, muy concurrida, el último fin de semana de abril.
Edificio del siglo XVIII, construcción popular de mampostería y sillería, con portada de medio punto, en cuya clave aparece la fecha de 1.724. Tejado a cuatro aguas y espadaña de piedra. Consta de dos partes, la ermita propiamente dicha, cerrada, y un gran porche con bancada a los lados.
Destaca la trabazón de las vigas, al descubierto.

### Ermita de San Roque

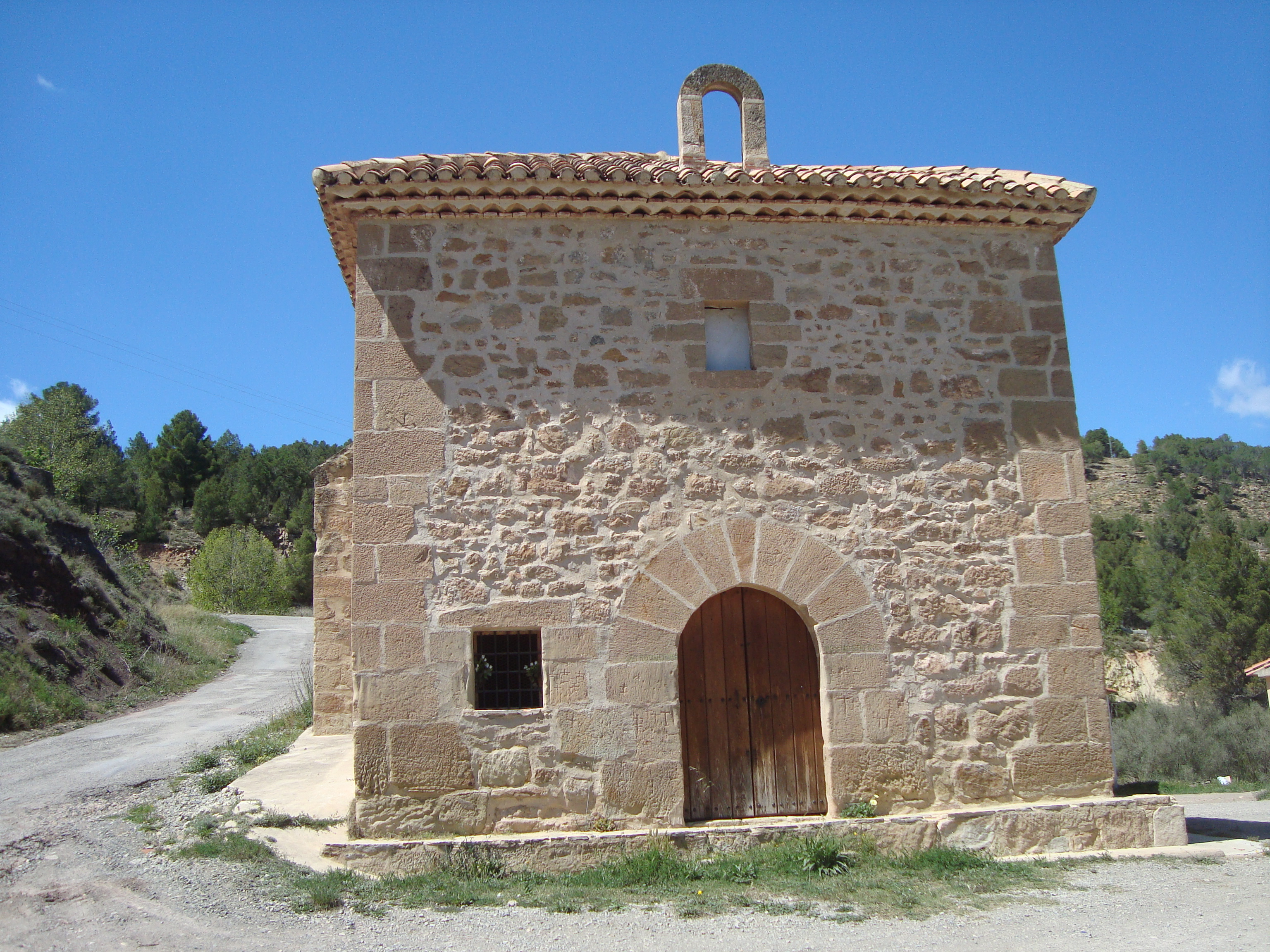
Ermita de San Roque

Situada en la parte alta del pueblo. Edificio rectangular, con tejado a cuatro aguas.

### Ermita de la Virgen de los Desamparados
Situada en plena montaña, enfrente del barrio de los Ibáñez Altos. Se encuentra en ruinas.

### Puente de Carlos IV
Erigido sobre el río Mijares. Originalmente tenía cuatro arcos rebajados, durante la retirada de las tropas republicanas, sufrió la voladura de dos de ellos, conservándose los actuales por un fallo en la carga. Posteriormente fue reconstruido con vigas de hierro.

### Molino harinero
Este molino, situado a la orilla del Mijares, se construyó hacia 1.630, cesando su actividad en 1.964. Dispone de una limpia y tres muelas. En la actualidad se conserva la acequia que mueve las piedras y se ha restaurado parcialmente, siendo posible su utilización.
Se cuenta que este molino tenía gran fama en la contornada por la calidad de su molienda y, porque se da la circunstancia de que, durante las sequías, el río Mijares nunca dejaba de tener suficiente agua para mover las muelas. Por ello, acudían personas de toda la contornada a moler su cereal.

### Antigua fábrica de papel
Situada a escasos 10 minutos del casco urbano de Olba, por el camino hacia los Ibáñez Bajos. Parte de la calle "La Fábrica", nombre que hace alusión a la presencia de una fábrica de papel timbrado. Fue una de las aportaciones de Tadeo Calomarde al patrimonio de Olba. Erigida en el siglo XIX, se atribuye su actual ruina a una riada de principios del siglo XX. Situada muy cerca del cauce, obtenía la fuerza motriz mediante una noria.
Se conservan varios paños de los muros y un arco rebajado, así como restos de conducciones de agua.

### Doncel de Olba
Se trata de la tapa de un sarcófago de piedra de grandes dimensiones procedente de la tumba de un caballero. Data de finales del siglo XII o principios del XIII de estilo protogótico. Se distingue una escultura de un caballero yacente, aunque bastante deteriorada. Por la datación, se especula que podría ser de los primeros señores de Olba.
En la actualidad, se encuentra formando parte de la pared posterior de la iglesia parroquial, obviamente procedente de un emplazamiento anterior en la primitiva iglesia de Olba, sustituida por la actual, más moderna.
El acceso sólo es posible por un callejón particular.

## Fiestas
Del 13 al 19 de agosto se celebran las llamadas "fiestas de verano". La patronales son el 14 de septiembre en honor al Santo Cristo. Y, el 25 de noviembre es fiesta local por ser Santa Catalina de Alejandría, patrona de la localidad.

## Personas destacadas
- Francisco Tadeo Calomarde: ministro de Gracia y Justicia de Carlos IV.
- Manuel Pertegaz (1918-2014): modisto